# Kelly McGillis
Kelly Ann McGillis (Newport Beach, Kalifornia, 1957. július 9. –) amerikai színésznő.
Legismertebb és kritikailag is legsikeresebb filmjei az 1980-as évek folyamán készültek: 1985-ben Harrison Ford oldalán szerepelt A kis szemtanú című bűnügyi thrillerben, alakítását Golden Globe- és BAFTA-jelölésekkel jutalmazták. 1986-ban Tom Cruise szerelmi partnereként tűnt fel a Top Gun című akciófilmben, míg A vádlottak (1988) című tárgyalótermi drámában Jodie Foster mellett alakított.

## Fiatalkora és tanulmányai
Édesapja dr. Donald Manson McGillis orvos, édesanyja Virginia Joan háztartásbeli. Családja német, ír, skót, walesi és angol felmenőkkel rendelkezik. Los Angelesben nevelkedve már gyermekkorától kezdve érdeklődni kezdett az előadóművészet iránt. A Santa Maria-i Pacific Conservatory of the Performing Arts intézmény hallgatója lett, majd 1975-ös érettségijét követően New Yorkba költözött. Itt beiratkozott a neves Juilliard School konzervatóriumba és 1983-ban fejezte be tanulmányait.

## Színészi pályafutása
Huszonhat évesen kapta első filmes mellékszerepét a Reuben, Reuben (1983) című romantikus vígjátékban. 1985-ben hozta meg számára az áttörést A kis szemtanú című bűnügyi dráma. A Peter Weir rendezésében készült filmben a Harrison Ford által alakított főszereplő nyomozóként egy szemtanúvá váló amish kisfiút próbál megvédeni az életére törő bűnözőktől. A fiú édesanyját, Rachel Lapp-pet McGillis játszotta – a film bevételi és kritikai szempontból is sikert aratott, a következő évben a színésznőt is Golden Globe-díjra jelölték legjobb női mellékszereplő kategóriában.
Az 1986-os év egy újabb jelentős szerepet hozott McGillis számára, amikor a Top Gun című romantikus akciófilmben női főszereplőként Tom Cruise filmes partnere lett. A filmben további színésztársai Val Kilmer, Anthony Edwards, Tom Skerritt, Michael Ironside, és John Stockwell voltak. A Top Gun szintén kiemelkedően magas bevételeket ért el, kritikai fogadtatása azonban jóval mérsékeltebb volt. Ennek ellenére a bemutató óta kultuszfilmmé vált.
1987-ben a Mennyei szerelem című fantasy-vígjátékban tűnt fel, Timothy Hutton oldalán.
1988-ban A vádlottak (1988) című jogi drámában szerepelt. A megtörtént eseten, Cheryl Araujo 1983-as ügyén alapuló film főszereplője egy fiatal lány, Sarah Tobias (Jodie Foster). Sarah csoportos megerőszakolása után egy ügyész, Kathryn Murphy (McGillis) segítségével a bíróságon próbál elégtételt venni támadóin. McGillisnek eredetileg Foster szerepét ajánlották fel, de egy pár évvel korábbi nemi erőszak túlélőjeként azt nem vállalta el. A film kimagaslóan teljesített a jegypénztáraknál és Foster mellett McGillis alakítását is méltatták a kritikusok – bár a színésznő később elárulta, hogy személyes érintettsége miatt gyűlöli a filmet.
Az 1990-es években McGillis B-filmekben, illetve tévéfilmekben volt látható: Grand Isle (1991), Babe (1992), A szerelem láncai (1993), Keserű vér (1994), Mi vagyunk a törvény (1996), Tökéletes áldozat (1998). Az 1999-es Első látásra című drámában ismét Val Kilmerrel együtt játszott, míg 2000-ben A majom álarca című bűnügyi filmben tűnt fel.
A 2000-es években emlékezetesebb szerepe volt a Showtime L című LMBT-sorozatának ötödik évadában. Az évtized végén és a 2010-es évek elején a Vámpírok földje (2010) és A fogadósok című horrorfilmekben színészkedett. A Top Gun 2022-ben bemutatott folytatásában Tom Cruise-zal és Val Kilmerrel ellentétben McGillis nem tért vissza.

## Magánélete
1982-ben, még egyetemistaként nemi erőszak áldozata lett: New York-i lakásában két férfi megerőszakolta. Elmondása szerint a trauma elől az alkoholizmusba menekült, pánikbeteg lett és öngyilkossági gondolatok is gyötörték.
Kétszer házasodott: első férje Boyd Black, második férje Fred Tillman volt. Tillmantól két lánya született, Kelsey és Sonora. 2009-ben a SheWired magazin interjújában McGillis nyilvánosságra hozta, hogy leszbikus. A 2010-es évek elején egy Melanie Leis nevű nővel élt bejegyzett élettársi kapcsolatban.

## Filmográfia

### Film
| Év   | Magyar cím                            | Eredeti cím                         | Szerep                        | Magyar hang       |
| ---- | ------------------------------------- | ----------------------------------- | ----------------------------- | ----------------- |
| 1983 |                                       | Reuben, Reuben                      | Geneva Spofford               |                   |
| 1985 | A kis szemtanú                        | Witness                             | Rachel Lapp                   | Tóth Enikő        |
| 1986 | Top Gun                               | Top Gun                             | Charlotte 'Charlie' Blackwood | Bertalan Ágnes    |
| 1986 | Top Gun                               | Top Gun                             | Charlotte 'Charlie' Blackwood | Román Judit       |
| 1987 | Mennyei szerelem                      | Made in Heaven                      | Annie Packert / Ally Chandler | Dudás Eszter      |
| 1987 |                                       | Unsettled Land                      | Anda                          |                   |
| 1988 | Ház a Carroll Street-en (Titkok háza) | The House on Carroll Street         | Emily                         | Hegyi Barbara     |
| 1988 | Ház a Carroll Street-en (Titkok háza) | The House on Carroll Street         | Emily                         | Zborovszky Andrea |
| 1988 | A vádlottak                           | The Accused                         | Kathryn Murphy                | Kovács Nóra       |
| 1989 | Téli emberek                          | Winter People                       | Collie Wright                 | Schell Judit      |
| 1989 | Macskafogó kommandó                   | Cat Chaser                          | Mary DeBoya                   | Simon Mari        |
| 1989 |                                       | Rabbit Ears: Thumbelina (rövidfilm) | mesélő                        |                   |
| 1991 |                                       | Grand Isle                          | Edna Pontellier               |                   |
| 1992 | Babe                                  | The Babe                            | Claire Merritt Ruth           | Ábrahám Edit      |
| 1994 | Világgá mentem                        | North                               | amish anya                    |                   |
| 1998 |                                       | Painted Angels                      | Nettie                        |                   |
| 1998 | Pánik az irányítótoronyban            | Ground Control                      | Susan Stratton                |                   |
| 1999 | Első látásra                          | At First Sight                      | Jennie Adamson                | Csere Ágnes       |
| 1999 | Első látásra                          | At First Sight                      | Jennie Adamson                | Hámori Eszter     |
| 1999 | Halálbiztosítás                       | The Settlement                      | ál-Barbara / Ellie            |                   |
| 2000 | A majom álarca                        | The Monkey's Mask                   | Diana Maitland professzor     | Orosz Anna        |
| 2001 | Úgysem hall senki                     | No One Can Hear You                 | Trish Burchall                |                   |
| 2001 | A két part között                     | Morgan's Ferry                      | Vonnie Carpenter              |                   |
| 2007 |                                       | Supergator                          | Kim Taft                      |                   |
| 2010 | Vámpírok földje                       | Stake Land                          | nővér                         |                   |
| 2011 | A fogadósok                           | The Innkeepers                      | Leanne Rease-Jones            |                   |
| 2011 |                                       | What Could Have Been                | Margaret                      |                   |
| 2013 | Vagyunk, akik vagyunk                 | We Are What We Are                  | Marge                         |                   |
| 2013 |                                       | Tio Papi                            | Elizabeth Warden              |                   |
| 2014 |                                       | Grand Street                        | Isabelle                      |                   |
| 2015 |                                       | Blue                                | Ms. Hutcherson                |                   |

### Televízió
| Év   | Magyar cím                        | Eredeti cím                                        | Szerep                     | Megjegyzések                                   |
| ---- | --------------------------------- | -------------------------------------------------- | -------------------------- | ---------------------------------------------- |
| 1984 | A bosszú íze (Keserves bosszú)    | Sweet Revenge                                      | Katherine Dennison Breen   | - tévéfilm - magyar hangja: - Kiss Erika       |
| 1985 | Terápia                           | Private Sessions                                   | Jennifer Coles             | - tévéfilm - magyar hangja: - Udvaros Dorottya |
| 1986 |                                   | Santabear's First Christmas                        | narrátor (hangja)          | tévéfilm                                       |
| 1992 | Perry Mason: A halálos képkeret   | Perry Mason: The Case of the Fatal Framing         | Mrs. Joel McKelvey         | tévéfilm                                       |
| 1993 | A szerelem láncai                 | Bonds of Love                                      | Rose Parks                 | tévéfilm                                       |
| 1994 | Keserű vér                        | In the Best of Families: Marriage, Pride & Madness | Susie Lynch                | tévéfilm                                       |
| 1995 |                                   | Dark Eyes                                          | Mila McGann                | eladatlan próbaepizód                          |
| 1995 |                                   | Remember Me                                        | Menly Nichols              | tévéfilm                                       |
| 1995 |                                   | Out of Ireland                                     | narrátor                   | dokumentumfilm                                 |
| 1996 | Mi vagyunk a törvény              | We the Jury                                        | Alyce Bell                 | - tévéfilm - magyar hangja: - Ábrahám Edit     |
| 1997 | Harmadik iker                     | The Third Twin                                     | Dr. Jean 'Jeannie' Ferrami | - tévéfilm - magyar hangja: - Antal Olga       |
| 1998 | A Twister visszavág               | Storm Chasers: Revenge of the Twister              | Jamie Marshall             | - tévéfilm - magyar hangja: - Bencze Ilona     |
| 1998 | Tökéletes áldozat                 | Perfect Prey                                       | Audrey Macleah             | tévéfilm                                       |
| 2000 | A Thornberry család               | The Wild Thornberrys                               | Winema (hangja)            | 1 epizód                                       |
| 2000 | Végtelen határok                  | The Outer Limits                                   | Nicole Whitley             | 1 epizód                                       |
| 2000 |                                   | Buzz Lightyear of Star Command                     | gyönyörű nő (hangja)       | 1 epizód                                       |
| 2006 | Gyanútlanul                       | Black Widower                                      | Nancy Westveld             | tévéfilm                                       |
| 2008 | L                                 | The L Word                                         | Gillian Davis ezredes      | 2 epizód                                       |
| 2014 | Rádtalál a szerelem Sugarcreekben | Love Finds You in Sugarcreek, Ohio                 | Bertha Troyler             | tévéfilm                                       |
| 2014 | Z, mint zombi                     | Z Nation                                           | Helen                      | 1 epizód                                       |
| 2017 |                                   | An Uncommon Grace                                  | Elizabeth Conner           | tévéfilm                                       |
| 2018 |                                   | Maternal Secrets                                   | Rose Lewis                 | tévéfilm                                       |

## Fontosabb díjak és jelölések
| Év   | Díj                               | Kategória                  | Jelölt mű               | Eredmény |
| ---- | --------------------------------- | -------------------------- | ----------------------- | -------- |
| 1986 | Golden Globe-díj                  | legjobb női mellékszereplő | A kis szemtanú (1985)   | Jelölve  |
| 1986 | BAFTA-díj                         | legjobb női főszereplő     | A kis szemtanú (1985)   | Jelölve  |
| 1987 | Velencei Nemzetközi Filmfesztivál | legjobb színésznő          | Mennyei szerelem (1987) | Elnyerte |

## Fordítás
- Ez a szócikk részben vagy egészben  a   Kelly McGillis című angol Wikipédia-szócikk fordításán alapul.  Az eredeti cikk szerkesztőit annak laptörténete sorolja fel. Ez a jelzés csupán a megfogalmazás eredetét és a szerzői jogokat jelzi, nem szolgál a cikkben szereplő információk forrásmegjelöléseként.